# Franciaország uralkodóinak listája
Franciaország uralkodóinak listája kezdetét a történészek több időponthoz, ezáltal több személyhez is kötik. Az a vita alapja, hogy Franciaország, mint államalakulat mikor jött létre, tehát mikor vált külön a Frank Birodalomtól.
- Többek szerint Franciaország uralkodóinak listáját az első frank uralkodók nevével kellene kezdeni, tehát a Meroving-dinasztia tagjaival, hiszen a francia államot hagyományosan I. Frank Klodvig alapította meg.

- Mégis a legerősebb álláspontot azok képviselik, akik a verduni szerződés megszületésétől, tehát 843-tól kezdve beszélnek Franciaországról, és ezért francia uralkodókról is. A szerződésben felosztották az Európa nagy részére kiterjedő Frank Birodalmat, amelynek nyugati részén megalakult a mai, modern értelemben vett Franciaország elődje.

Az alábbi táblázat ezt az utóbbi álláspontot veszi alapul, és Franciaország uralkodóit a verduni szerződéstől kezdődően írja le, tehát a Karoling-dinasztia uralkodóival kezdve. Az államalakulatot a kései Karolingok időszakában általában Nyugati Frank Királyságként szokták megnevezni – a Francia Királyság elnevezést a Capetingek trónra lépésétől (987) szokás használni.

## Nyugati Frank Királyság

### Karoling-ház
|    |              | Uralkodó            | Uralkodott                   | Koronázása                                              | Megjegyzés |
| -- | ------------ | ------------------- | ---------------------------- | ------------------------------------------------------- | --- |
| 1. |              | II. Károly a Kopasz | 843 – 877                    | 848. június 6. Orléans                                  | I. Lajos frank császár fia. A 843-as verduni szerződést követően beszélhetünk szorosan véve Franciaországról. |
| 2. |              | II. Lajos a Hebegő  | 877 – 879                    | 877. december 8. Compiègne                              | II. Károly fia.                                                                                               |
| 3. |              | III. Lajos          | 879 – 882                    | 879. szeptember 4. Ferrieres                            | II. Lajos fia.                                                                                                |
| 4. | II. Karlmann | 879 – 884           | 879. szeptember 4. Ferrieres | III. Lajos fivére. Bátyjával társkirályként uralkodott. | |
| 5. |              | Károly a Kövér      | 885 – 887                    | 885. május 20. Grand                                    | I. Lajos unokája.                                                                                             |

### Capeting-ház
|    |  | Uralkodó | Uralkodott | Koronázása                 | Megjegyzés                      |
| -- |  | -------- | ---------- | -------------------------- | ------------------------------- |
| 6. |  | Odó      | 888 – 898  | 888. február 29. Compiègne | Az első Capeting-házi uralkodó. |

### Karoling-ház
|    |  | Uralkodó               | Uralkodott | Koronázása            | Megjegyzés       |
| -- |  | ---------------------- | ---------- | --------------------- | ---------------- |
| 7. |  | III. Károly az Együgyű | 898 – 922  | 893. január 28. Reims | Karlmann fivére. |

### Capeting-ház
|    |  | Uralkodó  | Uralkodott | Koronázása            | Megjegyzés  |
| -- |  | --------- | ---------- | --------------------- | ----------- |
| 8. |  | I. Róbert | 922 – 923  | 922. június 29. Reims | Odó fivére. |

### Burgundi-ház
|    |  | Uralkodó | Uralkodott | Koronázása               | Megjegyzés      |
| -- |  | -------- | ---------- | ------------------------ | --------------- |
| 9. |  | Rudolf   | 923 – 936  | 923. július 13. Soissons | I. Róbert veje. |

### Karoling-ház
|     |  | Uralkodó                 | Uralkodott | Koronázása               | Megjegyzés                                                                                   |
| --- |  | ------------------------ | ---------- | ------------------------ | -------------------------------------------------------------------------------------------- |
| 10. |  | IV. Lajos a Tengerentúli | 936 – 954  | 936. június 19. Laon     | III. Károly fia.                                                                             |
| 11. |  | Lothár                   | 954 – 986  | 954. november 12. Reims  | IV. Lajos fia.                                                                               |
| 12. |  | V. Lajos a Henye         | 986 – 987  | 979. június 8. Compiègne | Lothár fia. Törvényes örökös nélkül halt meg, így a Karolingok uralmát Capetingek vették át. |

## Francia Királyság (987–1795)

### Capeting-dinasztia
| Uralkodó                                                                           | Életterminusa                                          | Uralkodása kezdete   | Uralkodása vége      | Megjegyzés | Portré |
| ---------------------------------------------------------------------------------- | ------------------------------------------------------ | -------------------- | -------------------- | --- | ------ |
| Capet Hugó franciául: Hugues Capet Franciaország királya                           | 940 körül – 996. október 24. (56 éves kora körül)      | 987. december 25.    | 996. október 24.     | A frankok hercegének, Nagy Hugó, Párizs grófjának és Szász Hedvignek fia. Koronázásától számítjuk a Francia Királyság születését.                                |        |
| II. Jámbor Róbert franciául: Robert II le Pieux Franciaország királya              | 972. március 27. – 1031. július 20. (59 évesen)        | 996. október 24.     | 1031. július 20.     | Capet Hugó király és Aquitániai Adelheid királyné fia. 1017 és 1025 között társkirály mellette idősebb fia, II. Hugó.                                            |        |
| I. Henrik franciául: Henri I Franciaország királya                                 | 1008. május 4. – 1060. augusztus 4. (52 évesen)        | 1031. július 20.     | 1060. augusztus 4.   | II. Róbert király és Constance d’Arles királyné fia. |        |
| I. Fülöp franciául: Philippe I Franciaország királya                               | 1052. május 23. – 1108. július 29. (56 évesen)         | 1060. augusztus 4.   | 1108. július 29.     | I. Henrik király és Kijevi Anna királyné fia. |        |
| VI. Kövér Lajos franciául: Louis VI le Gros Franciaország királya                  | 1081. december 1. – 1137. augusztus 1. (55 évesen)     | 1108. július 29.     | 1137. augusztus 1.   | I. Fülöp király és Hollandiai Bertha királyné fia. |        |
| VII. Ifjú Lajos franciául: Louis VII le Jeune Franciaország királya                | 1120 körül – 1180. szeptember 18. (60 éves kora körül) | 1137. augusztus 1.   | 1180. szeptember 18. | VI. Lajos király és Savoyai Adél királyné fia. |        |
| II. Fülöp Ágost franciául: Philippe II Auguste Franciaország királya               | 1165. augusztus 21. – 1223. július 14. (57 évesen)     | 1180. szeptember 18. | 1223. július 14.     | VII. Lajos király és Champagne-i Adél királyné fia. |        |
| VIII. Oroszlán Lajos franciául: Louis VIII le Lion Franciaország királya           | 1187. szeptember 5. – 1226. november 8. (39 évesen)    | 1223. július 14.     | 1226. november 8.    | II. Fülöp Ágost király és Hainaut-i Izabella királyné fia. |        |
| IX. Szent Lajos franciául: Saint Louis de France Franciaország királya             | 1214. április 25. – 1270. augusztus 25. (56 évesen)    | 1226. november 8.    | 1270. augusztus 25.  | VIII. Lajos király és Kasztíliai Blanka királyné fia. A VIII. keresztes hadjárat során hunyt el Tunisznál. 1297-ben avatta szentté VIII. Bonifác pápa.           |        |
| III. Merész Fülöp franciául: Philippe III le Hardi Franciaország királya           | 1245. április 20. – 1285. október 5. (40 évesen)       | 1270. augusztus 25.  | 1285. október 5.     | IX. Lajos király és Provence-i Margit királyné fia. |        |
| IV. Szép Fülöp franciául: Philippe IV le Bel Franciaország királya                 | 1268 áprilisa/júniusa – 1314. november 29. (46 évesen) | 1285. október 5.     | 1314. november 29.   | III. Fülöp király és Aragóniai Izabella királyné fia. Uralkodása alatt a pápaságot Avignonba helyezték át, és megtörtént a templomos lovagrend feloszlatása is.  |        |
| X. Civakodó Lajos franciául: Louis X le Hutin Franciaország és Navarra királya     | 1289. október 4. – 1316. június 5. (26 évesen)         | 1314. november 29.   | 1316. június 5.      | IV. Fülöp király és I. Johanna navarrai királynő fia. Anyja jogán navarrai király is.                                                                            |        |
| I. Utószülött János franciául: Jean I le Posthume Franciaország és Navarra királya | 1316. november 14. – 1316. november 19. (5 naposan)    | 1316. november 14.   | november 19.         | X. Lajos király és Magyarországi Klemencia királyné fia. Születése előtt az ország régense nagybátyja, Hosszú Fülöp. A legrövidebb ideig regnáló francia király. |        |
| V. Hosszú Fülöp franciául: Philippe V le Long Franciaország és Navarra királya     | 1293. november 17. – 1322. január 3. (28 évesen)       | 1316. november 19.   | 1322. január 3.      | X. Lajos testvére, I. János király nagybátyja. Feleségével, Burgundi Johannával közösen Burgundia grófja is.                                                     |        |
| IV. Szép Károly franciául: Charles IV le Bel Franciaország és Navarra királya      | 1294. június 18. – 1328. február 1. (33 évesen)        | 1322. január 3.      | 1328. február 1.     | V. Fülöp testvére. Három feleségétől, Burgundi Blanka, Luxemburgi Mária és Jeanne d’Évreux királynétól sem születtek gyermekei.                                  |        |

#### Valois-ház (1328–1589)
Főcikk: Valois-ház
| Uralkodó                                                                           | Életterminusa                                         | Uralkodása kezdete   | Uralkodása vége      | Megjegyzés | Portré |
| ---------------------------------------------------------------------------------- | ----------------------------------------------------- | -------------------- | -------------------- | --- | ------ |
| VI. Szerencsés Fülöp franciául: Philippe VI le Fortuné Franciaország királya       | 1293 körül – 1350. augusztus 22. (57 éves kora körül) | 1328. április 1.     | 1350. augusztus 22.  | III. Fülöp király unokája, Charles de Valois, Valois hercege és Marguerite d’Anjou, Anjou hercegnőjének fia. Uralkodása alatt robbant ki a százéves háború.                    |        |
| II. Jó János franciául: Jean II le Bon Franciaország királya                       | 1319. április 16. – 1364. április 8. (44 évesen)      | 1350. augusztus 22.  | 1364. április 8.     | VI. Fülöp király és Sánta Johanna királyné fia. Az 1356-os poitiers-i csata során angol fogságba került.                                                                       |        |
| V. Bölcs Károly franciául: Charles V le Sage Franciaország királya                 | 1338. január 21. – 1380. szeptember 16. (42 évesen)   | 1364. április 8.     | 1380. szeptember 16. | II. János király és Luxemburgi Bona fia. Sikerült a százéves háború menetét országa javára fordítani, és kiűzte az angolokat a kontinensről.                                   |        |
| VI. Őrült Károly franciául: Charles VI le Bien-Aimé Franciaország királya          | 1368. december 3. – 1422. október 21. (53 évesen)     | 1380. szeptember 16. | 1422. október 21.    | V. Károly király és Jeanne de Bourbon királyné fia. Kezdetben nagybátyjai, Rettenthetetlen János burgundi herceg és Louis de Valois, Orléans hercegének irányítása alatt állt. |        |
| VII. Győzedelmes Károly franciául: Charles VII le Victorieux Franciaország királya | 1403. február 22. – 1461. július 22. (58 évesen)      | 1422. október 21.    | 1461. július 22.     | VI. Károly király és Bajorországi Izabella királyné fia. Sikerült francia győzelemmel lezárnia a százéves háborút. Jeanne d’Arc, az „orléans-i szűz” kortársa.                 |        |
| XI. Óvatos Lajos franciául: Louis XI le Prudent Franciaország királya              | 1423. július 3. – 1483. augusztus 30. (60 évesen)     | 1461. július 22.     | 1483. augusztus 30.  | VII. Károly király és Marie d’Anjou királyné fia. A Burgundi Hercegség és a nemesség lázongásainak leverésével stabilizálta országát.                                          |        |
| VIII. Nyájas Károly franciául: Charles VIII l’Affaible Franciaország királya       | 1470. június 30. – 1498. április 7. (27 évesen)       | 1483. augusztus 30.  | 1498. április 7.     | XI. Lajos király és Savoyai Sarolta királyné fia. Kezdetben legidősebb nővére, Anne de Beaujeu és annak férje, II. Pierre de Bourbon kormányozta az országot.                  |        |
| XII. Lajos, a Nép Atyja franciául: Louis XII, Père du peuple Franciaország királya | 1462. június 27. – 1515. január 1. (52 évesen)        | 1498. április 7.     | 1515. január 1.      | V. Károly király dédunokája, Charles de Valois, Orléans hercege és Klevei Mária hercegné fia.                                                                                  |        |
| I. Ferenc franciául: François I Franciaország királya                              | 1494. szeptember 12. – 1547. március 31. (52 évesen)  | 1515. január 1.      | 1547. március 31.    | A Valois-ház angoulême-i ágának tagja, Charles de Valois, Angoulême hercege és Savoyai Lujza hercegné fia. Uralkodása alatt anyja két alkalommal is az ország régense volt.    |        |
| II. Henrik franciául: Henri II Franciaország királya                               | 1519. március 31. – 1559. július 10. (40 évesen)      | 1547. március 31.    | 1559. július 10.     | XII. Lajos király unokája, I. Ferenc király és Claude de Valois, Bretagne hercegnőjének fia. Anyja jogán Bretagne hercege is.                                                  |        |
| II. Ferenc franciául: François II Franciaország királya                            | 1544. január 19. – 1560. december 5. (16 évesen)      | 1559. július 10.     | 1560. december 5.    | II. Henrik király és Caterina de’ Medici királyné fia. Fiatalon hunyt el, a trónon két fivére is követte.                                                                      |        |
| IX. Károly franciául: Charles IX Franciaország királya                             | 1550. június 27. – 1574. május 30. (23 évesen)        | 1560. december 5.    | 1574. május 30.      | II. Ferenc király testvére. Anya, Caterina de’ Medici királyné erős befolyása alatt állt. Uralkodása alatt tört ki a hugenotta vallásháború.                                   |        |
| III. Henrik franciául: Henri III Franciaország királya                             | 1551. szeptember 19. – 1589. augusztus 2. (37 évesen) | 1574. május 30.      | 1589. augusztus 2.   | II. Ferenc király és IX. Károly testvére, korábban választott lengyel király 1573 és 1575 között. Ő volt a Valois-ház utolsó tagja a Francia Királyság trónján.                |        |

#### Bourbon-ház (1589–1795)
Főcikk: Bourbon-ház
| Uralkodó                                                                                    | Életterminusa                                         | Uralkodása kezdete  | Uralkodása vége     | Megjegyzés | Portré |
| ------------------------------------------------------------------------------------------- | ----------------------------------------------------- | ------------------- | ------------------- | --- | ------ |
| IV. Nagy Henrik franciául: Henri IV le Grand Franciaország és Navarra királya               | 1553. december 13. – 1610. május 14. (56 évesen)      | 1589. augusztus 2.  | 1610. május 14.     | A Capeting-ház oldalági leszármazottja, Antoine de Bourbon, Vendôme hercege és Jeanne d’Albret királynő fia, egyben anyját követvén már 1572-től Navarra királya is.                                                              |        |
| XIII. Igazságos Lajos franciául: Louis XIII le Juste Franciaország és Navarra királya       | 1601. szeptember 27. – 1643. május 14. (41 évesen)    | 1610. május 14.     | 1643. május 14.     | IV. Henrik király és Maria de’ Medici királyné fia. Uralkodásának alakulásában nagy szerep jutott Richelieu bíboros személyének.                                                                                                  |        |
| XIV. Lajos, a Napkirály franciául: Louis XIV le Roi-Soleil Franciaország és Navarra királya | 1638. szeptember 5. – 1715. szeptember 1. (76 évesen) | 1643. május 14.     | 1715. szeptember 1. | XIII. Lajos király és Ausztriai Anna királyné fia. Rendszere az abszolutizmus egyik első számú és legfőbb példája. Európa leghosszabb ideig regnáló uralkodója.                                                                   |        |
| XV. Hőnszeretett Lajos franciául: Louis XV le Bien-Aimé Franciaország és Navarra királya    | 1710. február 15. – 1774. május 14. (64 évesen)       | 1715. szeptember 1. | 1774. május 14.     | XIV. Lajos király dédunokája, Louis de Bourbon, Burgundia hercege és Savoyai Mária Adelheid dauphine fia. Kezdetben régens mellette Philippe d’Orléans, Orléans hercege.                                                          |        |
| XVI. Lajos franciául: Louis XVI Franciaország és Navarra királya                            | 1754. augusztus 23. – 1793. január 21. (38 évesen)    | 1774. május 10.     | 1792. szeptember 4. | XV. Lajos király unokája, Louis Ferdinand de Bourbon dauphin és Szászországi Mária Jozefa dauphine fia. A francia forradalom megdöntötte uralmát, majd 1792-ben őt, 1793-ban feleségét, Marie Antoinette királynét is kivégezték. |        |

Névleges uralkodók:
- XVII. Lajos (1793. január 21. – 1795. június 8.), XVI. Lajos fia, börtönben halt meg.

## Francia Császárság (1804–14)

### Bonaparte-ház
| Uralkodó                                              | Életterminusa                                    | Uralkodása kezdete | Uralkodása vége  | Megjegyzés | Portré |
| ----------------------------------------------------- | ------------------------------------------------ | ------------------ | ---------------- | --- | ------ |
| I. Napóleon franciául: Napoléon I A franciák császára | 1769. augusztus 15. – 1821. május 5. (51 évesen) | 1804. március 20.  | 1814. április 6. | Carlo Buonaparte és Letizia Ramolino fia, kora egyik legmeghatározóbb vezetője, aki elérte francia hegemóniát a kontinens felett. |        |

## Francia Királyság (1814–15)

### Bourbon-ház
| Uralkodó                                                             | Életterminusa                                         | Uralkodása kezdete | Uralkodása vége   | Megjegyzés | Portré |
| -------------------------------------------------------------------- | ----------------------------------------------------- | ------------------ | ----------------- | --- | ------ |
| XVIII. Lajos franciául: Louis XVIII Franciaország és Navarra királya | 1755. november 17. – 1824. szeptember 16. (68 évesen) | 1814. április 6.   | 1815. március 20. | XVI. Lajos király testvére, korábban Provence grófja. De jure már az ifjú XVII. Lajos 1795-ös halála után uralkodónak tartotta magát. 1814-ben visszaállították a királyságot. |        |

## Francia Császárság (1815)

### Bonaparte-ház
| Uralkodó                                              | Életterminusa                                    | Uralkodása kezdete | Uralkodása vége  | Megjegyzés | Portré |
| ----------------------------------------------------- | ------------------------------------------------ | ------------------ | ---------------- | --- | ------ |
| I. Napóleon franciául: Napoléon I A franciák császára | 1769. augusztus 15. – 1821. május 5. (51 évesen) | 1804. március 20.  | 1814. április 6. | Száz nap erejéig visszatért száműzetéséből, ám a hatodik koalíciós háború végül megdöntötte hatalmát. Lemondott fia, II. Napóleon javára, ám őt már nem koronázták meg. |        |

## Francia Királyság (1815–48)

### Bourbon-ház (1815–30)
| Uralkodó                                                             | Életterminusa                                         | Uralkodása kezdete   | Uralkodása vége      | Megjegyzés | Portré |
| -------------------------------------------------------------------- | ----------------------------------------------------- | -------------------- | -------------------- | --- | ------ |
| XVIII. Lajos franciául: Louis XVIII Franciaország és Navarra királya | 1755. november 17. – 1824. szeptember 16. (68 évesen) | 1815. július 7.      | 1824. szeptember 16. | Alkotmányos monarchiát vezetett be, majd unokaöccsének, Charles Ferdinand d’Artois, Berry hercegének meggyilkolását követően ultrakonzervatív politikai fordulatot vett.             |        |
| X. Károly franciául: Charles X Franciaország és Navarra királya      | 1757. október 9. – 1836. november 6. (79 évesen)      | 1824. szeptember 16. | 1830. augusztus 2.   | XVIII. Lajos király öccse, Artois grófja. A júliusi forradalom során lemondatták, ezt követően fia, Lajos, Angoulême hercege, valamint unokája, Henri d’Artois névleges király volt. |        |

### Orléans-i ház (1830–1848)
| Uralkodó                                                                                     | Életterminusa                                      | Uralkodása kezdete | Uralkodása vége   | Megjegyzés | Portré |
| -------------------------------------------------------------------------------------------- | -------------------------------------------------- | ------------------ | ----------------- | --- | ------ |
| I. Lajos Fülöp, a Polgárkirály franciául: Louis-Philippe I le roi citoyen A franciák királya | 1757. október 9. – 1850. augusztus 29. (76 évesen) | 1830. augusztus 9. | 1848. február 24. | XIV. Lajos király ükunokája, Louis Philippe d’Orléans és Marie Adélaïde de Bourbon-Penthièvre fia, korábban Orleans hercege. Az 1848. februári forradalom során lemondott. |        |

## Francia Császárság (1852–70)

### Bonaparte-ház
| Uralkodó                                                  | Életterminusa                                   | Uralkodása kezdete | Uralkodása vége     | Megjegyzés | Portré |
| --------------------------------------------------------- | ----------------------------------------------- | ------------------ | ------------------- | --- | ------ |
| III. Napóleon franciául: Napoléon III A franciák császára | 1808. április 20. – 1873. január 9. (64 évesen) | 1852. december 2.  | 1870. szeptember 4. | I. Napóleon császár unokaöccse, I. Lajos holland király és Hortense de Beauharnais fia, korábban az ország elnöke. A vesztes porosz–francia háborút követően lemondott trónjáról. |        |

## Fordítás
- Ez a szócikk részben vagy egészben  a   Liste des monarques de France című francia Wikipédia-szócikk fordításán alapul.  Az eredeti cikk szerkesztőit annak laptörténete sorolja fel. Ez a jelzés csupán a megfogalmazás eredetét és a szerzői jogokat jelzi, nem szolgál a cikkben szereplő információk forrásmegjelöléseként.